# مسابقات قهرمانی والیبال مردان اروپا ۲۰۰۷
والیبال قهرمانی مردان اروپا ۲۰۰۷ بیست و پنجمین دوره از این سری مسابقات بود که از ۶ تا ۱۶ سپتامبر ۲۰۰۷ با حضور ۱۶ تیم در روسیه برگزار شد و سرانجام اسپانیا به قهرمانی این مسابقات دست یافت.

## تیم‌ها
| گروه A – سنت پترزبورگ - آلمان - یونان - هلند - صربستان | گروه B – مسکو - بلژیک - لهستان - روسیه - ترکیه | گروه C – سنت پترزبورگ - فرانسه - اسلواکی - اسلوونی - اسپانیا | گروه D – مسکو - بلغارستان - کرواسی - فنلاند - ایتالیا |

## دور نخست

### گروه A
- سالن ورزشی یوبیلینی، سنت پترزبورگ

| رتبه | تیم     | امتیازات | بازی برده | بازی باخته | ست‌های برده | ست‌های باخته | معدل  | امتیازات برده | امتیازات باخته | معدل  |
| ---- | ------- | -------- | --------- | ---------- | ---------- | ----------- | ----- | ------------- | -------------- | ----- |
| ۱    | صربستان | ۵        | ۲         | ۱          | ۷          | ۴           | ۱٫۷۵۰ | ۲۵۷           | ۲۵۳            | ۱٫۰۱۶ |
| ۲    | آلمان   | ۵        | ۲         | ۱          | ۶          | ۴           | ۱٫۵۰۰ | ۲۳۰           | ۲۱۰            | ۱٫۰۹۵ |
| ۳    | هلند    | ۴        | ۱         | ۲          | ۵          | ۶           | ۰٫۸۳۳ | ۲۴۰           | ۲۳۹            | ۱٫۰۰۴ |
| ۴    | یونان   | ۴        | ۱         | ۲          | ۴          | ۸           | ۰٫۵۰۰ | ۲۵۱           | ۲۷۶            | ۰٫۹۰۹ |

| ۶ سپتامبر ۲۰۰۷ |         |         |                                           |
| 17:30          | هلند    | صربستان | ۰ – ۳ (۲۳–۲۵، ۲۱–۲۵، ۱۸–۲۵)               |
| ۷ سپتامبر ۲۰۰۷ |         |         |                                           |
| 15:00          | یونان   | هلند    | ۳ – ۲ (۲۵–۲۰، ۲۲–۲۵، ۱۹–۲۵، ۲۵–۱۹، ۱۵–۱۳) |
| 20:00          | صربستان | آلمان   | ۱ – ۳ (۲۵–۲۲، ۲۱–۲۵، ۲۰–۲۵، ۱۷–۲۵)        |
| ۸ سپتامبر ۲۰۰۷ |         |         |                                           |
| 17:30          | آلمان   | یونان   | ۳ – ۰ (۲۵–۱۷، ۲۵–۱۹، ۲۵–۱۵)               |
| ۹ سپتامبر ۲۰۰۷ |         |         |                                           |
| 15:00          | آلمان   | هلند    | ۰ – ۳ (۱۵–۲۵، ۲۴–۲۶، ۱۹–۲۵)               |
| 20:00          | صربستان | یونان   | ۳ – ۱ (۲۵–۲۳، ۲۵–۲۳، ۲۴–۲۶، ۲۵–۲۲)        |

### گروه B
- پارک المپیک، مسکو

| رتبه | تیم    | امتیازات | بازی برده | بازی باخته | ست‌های برده | ست‌های باخته | معدل  | امتیازات برده | امتیازات باخته | معدل  |
| ---- | ------ | -------- | --------- | ---------- | ---------- | ----------- | ----- | ------------- | -------------- | ----- |
| ۱    | روسیه  | ۶        | ۳         | ۰          | ۹          | ۰           | MAX   | ۲۲۵           | ۱۷۳            | ۱٫۳۰۱ |
| ۲    | بلژیک  | ۵        | ۲         | ۱          | ۶          | ۶           | ۱٫۰۰۰ | ۲۷۵           | ۲۷۴            | ۱٫۰۰۴ |
| ۳    | لهستان | ۴        | ۱         | ۲          | ۴          | ۷           | ۰٫۵۷۱ | ۲۳۹           | ۲۴۸            | ۰٫۹۶۴ |
| ۴    | ترکیه  | ۳        | ۰         | ۳          | ۳          | ۹           | ۰٫۳۳۳ | ۲۴۳           | ۲۸۷            | ۰٫۸۴۷ |

| ۶ سپتامبر ۲۰۰۷ |        |        |                                           |
| 17:30          | بلژیک  | روسیه  | ۰ – ۳ (۱۷–۲۵، ۲۰–۲۵، ۲۲–۲۵)               |
| ۷ سپتامبر ۲۰۰۷ |        |        |                                           |
| 15:00          | لهستان | بلژیک  | ۱ – ۳ (۲۲–۲۵، ۲۵–۲۳، ۱۴–۲۵، ۲۴–۲۶)        |
| 20:00          | روسیه  | ترکیه  | ۳ – ۰ (۲۵–۲۰، ۲۵–۱۷، ۲۵–۱۸)               |
| ۸ سپتامبر ۲۰۰۷ |        |        |                                           |
| 17:30          | ترکیه  | لهستان | ۱ – ۳ (۲۵–۲۰، ۱۸–۲۵، ۲۰–۲۵، ۱۱–۲۵)        |
| ۹ سپتامبر ۲۰۰۷ |        |        |                                           |
| 15:00          | ترکیه  | بلژیک  | ۲ – ۳ (۲۷–۲۵، ۲۵–۲۱، ۲۹–۳۱، ۲۳–۲۵، ۱۰–۱۵) |
| 20:00          | روسیه  | لهستان | ۳ – ۰ (۲۵–۲۲، ۲۵–۲۳، ۲۵–۱۴)               |

### گروه C
- سالن ورزشی یوبیلینی، سنت پترزبورگ

| رتبه | تیم     | امتیازات | بازی برده | بازی باخته | ست‌های برده | ست‌های باخته | معدل  | امتیازات برده | امتیازات باخته | معدل  |
| ---- | ------- | -------- | --------- | ---------- | ---------- | ----------- | ----- | ------------- | -------------- | ----- |
| ۱    | اسپانیا | ۶        | ۳         | ۰          | ۹          | ۱           | ۹٫۰۰۰ | ۲۴۱           | ۲۰۲            | ۱٫۱۹۳ |
| ۲    | فرانسه  | ۵        | ۲         | ۱          | ۶          | ۴           | ۱٫۵۰۰ | ۲۴۱           | ۲۱۰            | ۱٫۱۴۸ |
| ۳    | اسلواکی | ۴        | ۱         | ۲          | ۴          | ۷           | ۰٫۵۷۱ | ۲۴۵           | ۲۷۷            | ۰٫۸۸۴ |
| ۴    | اسلوونی | ۳        | ۰         | ۳          | ۲          | ۹           | ۰٫۲۲۲ | ۲۳۵           | ۲۷۳            | ۰٫۸۶۱ |

| ۶ سپتامبر ۲۰۰۷ |         |         |                                    |
| 15:00          | اسلوونی | اسپانیا | ۱ – ۳ (۲۵–۱۶، ۲۰–۲۵، ۲۱–۲۵، ۱۸–۲۵) |
| 20:00          | اسلواکی | فرانسه  | ۱ – ۳ (۲۳–۲۵، ۲۳–۲۵، ۲۶–۲۴، ۱۵–۲۵) |
| ۷ سپتامبر ۲۰۰۷ |         |         |                                    |
| 17:30          | اسلواکی | اسلوونی | ۳ – ۱ (۲۱–۲۵، ۲۵–۲۱، ۳۴–۳۲، ۲۷–۲۵) |
| ۸ سپتامبر ۲۰۰۷ |         |         |                                    |
| 15:00          | اسپانیا | اسلواکی | ۳ – ۰ (۲۵–۱۵، ۲۵–۱۶، ۲۵–۲۰)        |
| 20:00          | فرانسه  | اسلوونی | ۳ – ۰ (۲۵–۱۷، ۲۵–۱۸، ۲۵–۱۳)        |
| ۹ سپتامبر ۲۰۰۷ |         |         |                                    |
| 17:30          | اسپانیا | فرانسه  | ۳ – ۰ (۲۵–۲۲، ۲۵–۲۳، ۲۵–۲۲)        |

### گروه D
- پارک المپیک، مسکو

| رتبه | تیم       | امتیازات | بازی برده | بازی باخته | ست‌های برده | ست‌های باخته | معدل  | امتیازات برده | امتیازات باخته | معدل  |
| ---- | --------- | -------- | --------- | ---------- | ---------- | ----------- | ----- | ------------- | -------------- | ----- |
| ۱    | فنلاند    | ۵        | ۲         | ۱          | ۸          | ۴           | ۲٫۰۰۰ | ۲۸۴           | ۲۶۹            | ۱٫۰۵۶ |
| ۲    | بلغارستان | ۵        | ۲         | ۱          | ۶          | ۵           | ۱٫۲۰۰ | ۲۵۸           | ۲۳۰            | ۱٫۱۲۲ |
| ۳    | ایتالیا   | ۵        | ۲         | ۱          | ۶          | ۶           | ۱٫۰۰۰ | ۲۶۶           | ۲۶۷            | ۰٫۹۹۶ |
| ۴    | کرواسی    | ۳        | ۰         | ۳          | ۴          | ۹           | ۰٫۴۴۴ | ۲۷۳           | ۳۱۵            | ۰٫۸۶۷ |

| ۶ سپتامبر ۲۰۰۷ |           |           |                                           |
| 15:00          | کرواسی    | بلغارستان | ۲ – ۳ (۲۶–۲۴، ۲۵–۲۳، ۱۲–۲۵، ۲۰–۲۵، ۱۰–۱۵) |
| 20:00          | فنلاند    | ایتالیا   | ۲ – ۳ (۲۱–۲۵ ۱۸–۲۵، ۲۵–۲۱، ۲۵–۲۲، ۱۳–۱۵)  |
| ۷ سپتامبر ۲۰۰۷ |           |           |                                           |
| 17:30          | کرواسی    | فنلاند    | ۱ – ۳ (۲۲–۲۵، ۲۶–۲۸، ۲۸–۲۶، ۱۴–۲۵)        |
| ۸ سپتامبر ۲۰۰۷ |           |           |                                           |
| 15:00          | بلغارستان | فنلاند    | ۰ – ۳ (۲۲–۲۵، ۲۶–۲۸، ۲۳–۲۵)               |
| 20:00          | ایتالیا   | کرواسی    | ۳ – ۱ (۲۶–۲۴، ۲۳–۲۵، ۲۵–۲۳، ۲۵–۱۸)        |
| ۹ سپتامبر ۲۰۰۷ |           |           |                                           |
| 17:30          | ایتالیا   | بلغارستان | ۰ – ۳ (۲۰–۲۵، ۱۸–۲۵، ۲۱–۲۵)               |

## دور دوم

### گروه E
- سالن ورزشی یوبیلینی، سنت پترزبورگ

| رتبه | تیم     | امتیازات | بازی برده | بازی باخته | ست برده | ست باخته | میانگین | پوئن برده | پوئن باخته | میانگین |
| ---- | ------- | -------- | --------- | ---------- | ------- | -------- | ------- | --------- | ---------- | ------- |
| ۱    | اسپانیا | ۱۰       | ۵         | ۰          | ۱۵      | ۴        | ۳٫۷۵۰   | ۴۴۹       | ۴۰۶        | ۱٫۱۰۶   |
| ۲    | صربستان | ۸        | ۳         | ۲          | ۱۲      | ۸        | ۱٫۵۰۰   | ۴۵۷       | ۴۵۳        | ۱٫۰۰۹   |
| ۳    | آلمان   | ۸        | ۳         | ۲          | ۱۰      | ۷        | ۱٫۴۲۹   | ۳۹۷       | ۳۶۲        | ۱٫۰۹۷   |
| ۴    | هلند    | ۸        | ۳         | ۲          | ۱۰      | ۹        | ۱٫۱۱۱   | ۴۳۸       | ۴۱۲        | ۱٫۰۶۳   |
| ۵    | فرانسه  | ۶        | ۱         | ۴          | ۷       | ۱۳       | ۰٫۵۳۸   | ۴۳۷       | ۴۶۳        | ۰٫۹۴۴   |
| ۶    | اسلواکی | ۵        | ۰         | ۵          | ۲       | ۱۵       | ۰٫۱۳۳   | ۳۴۴       | ۴۲۶        | ۰٫۸۰۸   |

| ۱۱ سپتامبر ۲۰۰۷ |         |         |                                           |
| 15:00           | هلند    | اسپانیا | ۱ – ۳ (۲۳–۲۵، ۲۵–۲۰، ۲۲–۲۵، ۲۲–۲۵)        |
| 17:30           | صربستان | فرانسه  | ۳ – ۲ (۲۵–۲۳، ۲۲–۲۵، ۲۵–۲۳، ۳۳–۳۵، ۱۵–۱۲) |
| 20:00           | آلمان   | اسلواکی | ۳ – ۰ (۲۵–۲۳، ۲۵–۱۵، ۲۵–۱۶)               |
| ۱۲ سپتامبر ۲۰۰۷ |         |         |                                           |
| 15:00           | هلند    | فرانسه  | ۳ – ۲ (۲۵–۱۱، ۲۵–۲۳، ۲۱–۲۵، ۲۰–۲۵، ۱۵–۱۲) |
| 17:30           | آلمان   | اسپانیا | ۱ – ۳ (۱۹–۲۵، ۲۵–۱۵، ۲۴–۲۶، ۲۴–۲۶)        |
| 20:00           | صربستان | اسلواکی | ۳ – ۰ (۲۵–۱۸، ۲۵–۲۳، ۲۵–۲۳)               |
| ۱۳ سپتامبر ۲۰۰۷ |         |         |                                           |
| 15:00           | آلمان   | فرانسه  | ۳ – ۰ (۲۵–۱۴، ۲۵–۲۲، ۲۵–۲۱)               |
| 17:30           | صربستان | اسپانیا | ۲ – ۳ (۲۴–۲۶، ۱۹–۲۵، ۲۶–۲۴، ۲۵–۲۲، ۱۰–۱۵) |
| 20:00           | هلند    | اسلواکی | ۳ – ۱ (۳۰–۲۸، ۲۲–۲۵، ۲۵–۱۸، ۲۵–۱۷)        |

### گروه F
- استادیوم ورزشی المپیک، مسکو

| رتبه | تیم       | امتیازات | بازی برده | بازی باخته | ست برده | ست باخته | میانگین | پوئن برده | پوئن باخته | میانگین |
| ---- | --------- | -------- | --------- | ---------- | ------- | -------- | ------- | --------- | ---------- | ------- |
| ۱    | روسیه     | ۱۰       | ۵         | ۰          | ۱۵      | ۴        | ۳٫۷۵۰   | ۴۴۱       | ۳۷۵        | ۱٫۱۷۶   |
| ۲    | فنلاند    | ۸        | ۳         | ۲          | ۱۳      | ۷        | ۱٫۸۵۷   | ۴۵۵       | ۴۴۵        | ۱٫۰۲۲   |
| ۳    | ایتالیا   | ۸        | ۳         | ۲          | ۱۱      | ۱۰       | ۱٫۱۰۰   | ۴۴۹       | ۴۵۵        | ۰٫۹۸۷   |
| ۴    | بلغارستان | ۸        | ۳         | ۲          | ۹       | ۹        | ۱٫۰۰۰   | ۴۰۷       | ۴۰۷        | ۱٫۰۰۰   |
| ۵    | بلژیک     | ۶        | ۱         | ۴          | ۵       | ۱۳       | ۰٫۳۸۵   | ۳۹۸       | ۴۲۸        | ۰٫۹۳۰   |
| ۶    | لهستان    | ۵        | ۰         | ۵          | ۵       | ۱۵       | ۰٫۳۳۳   | ۴۲۷       | ۴۶۷        | ۰٫۹۱۴   |

| ۱۱ سپتامبر ۲۰۰۷ |        |           |                                           |
| 15:00           | لهستان | فنلاند    | ۰ – ۳ (۲۰–۲۵، ۲۷–۲۹، ۲۱–۲۵)               |
| 17:30           | بلژیک  | ایتالیا   | ۰ – ۳ (۲۲–۲۵، ۲۱–۲۵، ۲۳–۲۵)               |
| 20:00           | روسیه  | بلغارستان | ۳ – ۰ (۲۵–۲۲، ۲۵–۱۸، ۲۵–۲۱)               |
| ۱۲ سپتامبر ۲۰۰۷ |        |           |                                           |
| 15:00           | بلژیک  | فنلاند    | ۱ – ۳ (۲۵–۲۱، ۱۷–۲۵، ۲۳–۲۵، ۲۱–۲۵)        |
| 17:30           | لهستان | بلغارستان | ۲ – ۳ (۲۰–۲۵، ۲۵–۱۶، ۲۴–۲۶، ۲۵–۲۱، ۱۳–۱۵) |
| 20:00           | روسیه  | ایتالیا   | ۳ – ۲ (۲۵–۲۱، ۲۵–۱۵، ۲۰–۲۵، ۱۹–۲۵، ۱۵–۱۰) |
| ۱۳ سپتامبر ۲۰۰۷ |        |           |                                           |
| 15:00           | بلژیک  | بلغارستان | ۱ – ۳ (۲۵–۲۲، ۲۳–۲۵، ۲۳–۲۵، ۱۷–۲۵)        |
| 17:30           | لهستان | ایتالیا   | ۲ – ۳ (۲۳–۲۵، ۲۳–۲۵، ۲۸–۲۶، ۲۵–۲۰، ۹–۱۵)  |
| 20:00           | روسیه  | فنلاند    | ۳ – ۲ (۲۲–۲۵، ۲۸–۲۶، ۲۲–۲۵، ۲۵–۱۶، ۱۵–۸)  |

## نیمه نهایی و نهایی
|  | نیمه‌نهایی         | نیمه‌نهایی         |   |                   | نهایی             | نهایی |  |
|  |                   |                   |   |                   |                   |       |  |
|  | ۲۰۰۷–۰۹–۱۵ - مسکو |                   |   |                   |                   |       |  |
|  | اسپانیا           | ۳                 |   |                   |                   |       |  |
|  | فنلاند            | ۲                 |   |                   |                   |       |  |
|  |                   |                   |   |                   |                   |       |  |
|  |                   |                   |   |                   | ۲۰۰۷–۰۹–۱۶ - مسکو |       |  |
|  |                   |                   |   |                   | اسپانیا           | ۳     |  |
|  |                   | روسیه             | ۲ |                   |                   |       |  |
|  |                   |                   |   |                   |                   |       |  |
|  |                   |                   |   |                   |                   |       |  |
|  |                   |                   |   |                   | رده‌بندی           |       |  |
|  | ۲۰۰۷–۰۹–۱۵ - مسکو | ۲۰۰۷–۰۹–۱۵ - مسکو |   | ۲۰۰۷–۰۹–۱۶ - مسکو | ۲۰۰۷–۰۹–۱۶ - مسکو |       |  |
|  | روسیه             | ۳                 |   | فنلاند            | ۱                 |       |  |
|  | صربستان           | ۰                 |   |                   | صربستان           | ۳     |  |

### نیمه نهایی
| ۱۵ سپتامبر ۲۰۰۷ ورزشگاه ورزشی المپیک، مسکو |         |         |                                           |
| 17:30                                      | اسپانیا | فنلاند  | ۳ – ۲ (۲۵–۲۳، ۱۹–۲۵، ۲۲–۲۵، ۲۶–۲۴، ۱۵–۱۰) |
| 20:00                                      | روسیه   | صربستان | ۳ – ۰ (۲۷–۲۵، ۲۵–۲۲، ۲۵–۱۵)               |

### نهایی
| ۱۶ سپتامبر ۲۰۰۷ ورزشگاه ورزشی المپیک، مسکو |         |         |                                           |
| 15:30                                      | فنلاند  | صربستان | ۱ – ۳ (۱۸–۲۵، ۲۵–۲۳، ۲۱–۲۵، ۱۶–۲۵)        |
| 18:00                                      | اسپانیا | روسیه   | ۳ – ۲ (۲۵–۱۸، ۲۰–۲۵، ۲۴–۲۶، ۳۰–۲۸، ۱۶–۱۴) |

## رده‌بندی نهایی
| جایگاه | تیم       |
| ------ | --------- |
|        | اسپانیا   |
|        | روسیه     |
|        | صربستان   |
| 4      | فنلاند    |
| 5      | آلمان     |
| 6      | ایتالیا   |
| 7      | هلند      |
| 8      | بلغارستان |
| 9      | فرانسه    |
| 10     | بلژیک     |
| 11     | لهستان    |
| 12     | اسلواکی   |
| 13     | یونان     |
| 14     | کرواسی    |
| 15     | ترکیه     |
| 16     | اسلوونی   |

| قهرمان والیبال قهرمانی مردان اروپا ۲۰۰۷ |
| --------------------------------------- |
| · اسپانیا · نخستین عنوان                |

## جوایز
- با ارزشترین بازیکنMVP:  سیمن پلتافسکی (RUS)
- امتیاز آورترین بازیکن:  ایوان میلیکوویچ (SRB)
- بهترین اسپکر:  یوری برژکو (RUS)
- بهترین مدافع:  جوزه لوئیس مولتو (ESP)
- بهترین سرویس زن:  سیمن پلتافسکی (RUS)
- بهترین لیبرو:  الکسی وربوف (RUS)
- بهترین پاسور:  وادیم خاموتسکیخ (RUS)